# Svjetska liga u vaterpolu 2011.
Svjetska liga u vaterpolu 2011. deseto je izdanje ovog natjecanja. Završni turnir se igrao u Firenci u Italiji od 21. do 26. lipnja. Srbija je obranila naslov.

## Završni turnir

### Skupina 1
| Datum      | 1. momčad | Ishod             | 2. momčad |
| ---------- | --------- | ----------------- | --------- |
| 21. lipnja | Srbija    | 13:2              | Kina      |
|            | SAD       | 4:10              | Italija   |
| 22. lipnja | SAD       | 13:6              | Kina      |
|            | Srbija    | 10:10, 3:2 (pet.) | Italija   |
| 23. lipnja | Srbija    | 11:5              | SAD       |
|            | Kina      | 9:12              | Italija   |

|    | Tablica | I | Pob. | Por. | Pos. P | Prim. P | RP  | Bodovi |
| -- | ------- | - | ---- | ---- | ------ | ------- | --- | ------ |
| 1. | Srbija  | 3 | 3    | 0    | 37     | 19      | +18 | 8      |
| 2. | Italija | 3 | 2    | 1    | 34     | 26      | +8  | 7      |
| 3. | SAD     | 3 | 1    | 2    | 22     | 27      | -4  | 3      |
| 4. | Kina    | 3 | 0    | 3    | 17     | 38      | -21 | 0      |

### Skupina 2
| Datum      | 1. momčad  | Ishod           | 2. momčad  |
| ---------- | ---------- | --------------- | ---------- |
| 21. lipnja | Crna Gora  | 8:6             | Kanada     |
|            | Australija | 6:12            | Hrvatska   |
| 22. lipnja | Crna Gora  | 5:11            | Hrvatska   |
|            | Australija | 13:8            | Kanada     |
| 23. lipnja | Crna Gora  | 4:4, 4:1 (pet.) | Australija |
|            | Kanada     | 8:13            | Hrvatska   |

|    | Tablica    | I | Pob. | Por. | Pos. P | Prim. P | RP  | Bodovi |
| -- | ---------- | - | ---- | ---- | ------ | ------- | --- | ------ |
| 1. | Hrvatska   | 3 | 3    | 0    | 36     | 19      | +17 | 9      |
| 2. | Crna Gora  | 3 | 2    | 1    | 21     | 22      | -1  | 5      |
| 3. | Australija | 3 | 1    | 2    | 24     | 28      | -4  | 4      |
| 4. | Kanada     | 3 | 0    | 3    | 22     | 34      | -12 | 0      |

### Doigravanje
| 1. momčad | Ishod           | 2. momčad  |
| --------- | --------------- | ---------- |
| SAD       | 6:6, 4:3 (pet.) | Crna Gora  |
| Srbija    | 19:7            | Kanada     |
| Kina      | 5:15            | Hrvatska   |
| Italija   | 7:6             | Australija |

### Poluzavršnica
| 1. momčad | Ishod           | 2. momčad |
| --------- | --------------- | --------- |
| SAD       | 5:8             | Srbija    |
| Italija   | 8:8, 5:3 (pet.) | Hrvatska  |

### 3./4.
| 1. momčad | Ishod | 2. momčad |
| --------- | ----- | --------- |
| Hrvatska  | 11:5  | SAD       |

### 1./2.
| 1. momčad | Ishod | 2. momčad |
| --------- | ----- | --------- |
| Italija   | 7:8   | Srbija    |

| Pobjednici            |
| --------------------- |
| Srbija Četvrti naslov |